# Marcela de San Félix
Marcela del Carpio (Toledo, principios de mayo de 1605 - Madrid, 9 de enero de 1688), más conocida como sor Marcela de San Félix, fue una monja trinitaria, dramaturga y poeta española, hija ilegítima del también poeta y dramaturgo Lope de Vega y de la actriz Micaela de Luján, amante del conocido autor del Siglo de Oro español.

## Biografía
Marcela fue hija de Lope de Vega y la actriz Micaela de Luján, a la que su padre llamaba en verso Camila Lucinda, Lucinda o Luscinda. Se sabe que fue bautizada en la iglesia de la Magdalena el 8 de mayo de 1605 con el nombre de Marcela “de padres no conocidos” y que su padrino fue el conocido autor de autos sacramentales José de Valdivieso, amigo de Lope de Vega. El cura y los testigos de la ceremonia también parece que fueron personas relacionadas con el teatro.
Su madre, que estaba casada con un actor, fue amante de Lope, que también estuvo casado durante esos años con Juana de Guardo, su segunda esposa. “Camila Lucinda” que es el nombre con el que Lope aludía a Micaela en sus versos parece que desapareció o falleció cuando Marcela y su hermano Lope Félix (Lopito), también hijo de Lope de Vega, eran pequeños. Tras esto, Marcela y su hermano dos años menor fueron criados por una sirvienta de confianza, llamada Catalina. En 1613 fallece Juana de Guardo y entonces los dos hermanos se trasladan a Madrid con su padre (a la casa de la calle Francos), donde conviven con Feliciana (última hija de Lope y Juana) y los hijos de Marta de Nevares. Durante este tiempo Marcela fue testigo de la vida desenfrenada y promiscua de su padre, pero también asistió al arrepentimiento que mostró Lope en sus años de sacerdote. Siendo una adolescente, la joven Marcela se encargó de realizar el oficio de mensajera y secretaria de su padre, que por ese tiempo ejercía como secretario del duque de Sessa y, además, fue la encargada de copiar las cartas que Lope se mandaba con sus amadas para mandárselas al duque de Sessa, quien deseaba conocer los trucos del gran autor para atraer a tantas mujeres.
Su carácter, su talante y su gran vocación literaria hicieron que desde muy pequeña gozara de la predilección de su padre y al cumplir quince años este le dedicó su comedia El remedio de la desdicha. Un año más tarde, Guillén de Castro dedicó a Marcela la primera parte de sus comedias. Tras una serie de acontecimiento familiares que marcaron a la joven Marcela, el 23 de enero de 1621 ingresó en el convento de San Ildefonso, de las Trinitarias Descalzas, situado en la calle de Cantarranas (actual calle de Lope de Vega, en Madrid) y el 28 de febrero de ese mismo año recibió el hábito trinitario. Para la dote el duque de Sessa le entregó 1000 ducados y allí coincidió con otras religiosas como sor Isabel de Saavedra, hija de Miguel de Cervantes. El 5 de marzo de 1622 fue cuando tomó profesión adquiriendo el nombre de Sor Marcela de San Félix, con el que escribirá  
y será reconocida en el panorama literario. Existe un cierto desacuerdo entre los autores que han estudiado y escrito sobre Marcela, pues una tachadura en la fecha, que se repite en las actas del Archivo de las Madres Trinitarias, hace que no estén claros los años de entrada y toma de hábito y profesión. Por ello, hay un intervalo de un año para el error, pudiendo ser 1622 el año de entrada y toma de hábito, y 1623 el de la profesión.

Se sabe que Sor Marcela ejerció diversos oficios dentro del convento y prueba de ello es que en las elecciones conventuales del 27 de enero de 1628 aparece como gallinera y en las del 6 de febrero de 1631 como refitolera. Además, fue testigo de uno de los mayores escándalos de la época, ya que en 1629 Pedro Calderón de la Barca entró en la clausura persiguiendo a Pedro de Villegas, quien había apuñalado a su hermano. Por esto, las monjas, que fueron acusadas de esconder a Villegas, recibieron malos tratos y consecuencia de ello tenemos el escrito que hace Lope de Vega al duque de Sessa quejándose de este abuso:
[...] yo había querido suplicar a Vex.a fuese servido de conducirme al señor don Rafael Ortiz [...]; pero la revolución de nuestras Monjas, la molestia de los Alcaldes, la prisión de nuestro sacristán y las diligencias para librarle, no me dan lugar a cumplir este deseo, porque tengo que andar de señor en señor, como de viga en viga. Grande ha sido el rigor buscando a Pedro de Villegas: el Monesterio, roto, la clausura, y aun las imágenes; que hay alcalde que se traga más excomuniones que un Oidor memoriales. Ana de Villegas con guardas, el mozo en Osuna y la justicia buscándole entre las Monjas, a quien sacrílegamente han dado golpes que pudieran a Cristo, si le hallaran en la defensa a sus esposas. Yo estoy lastimado, tanto por todas como por mi hija. El delito es grande; pero ¿qué culpa tienen los inocentes?

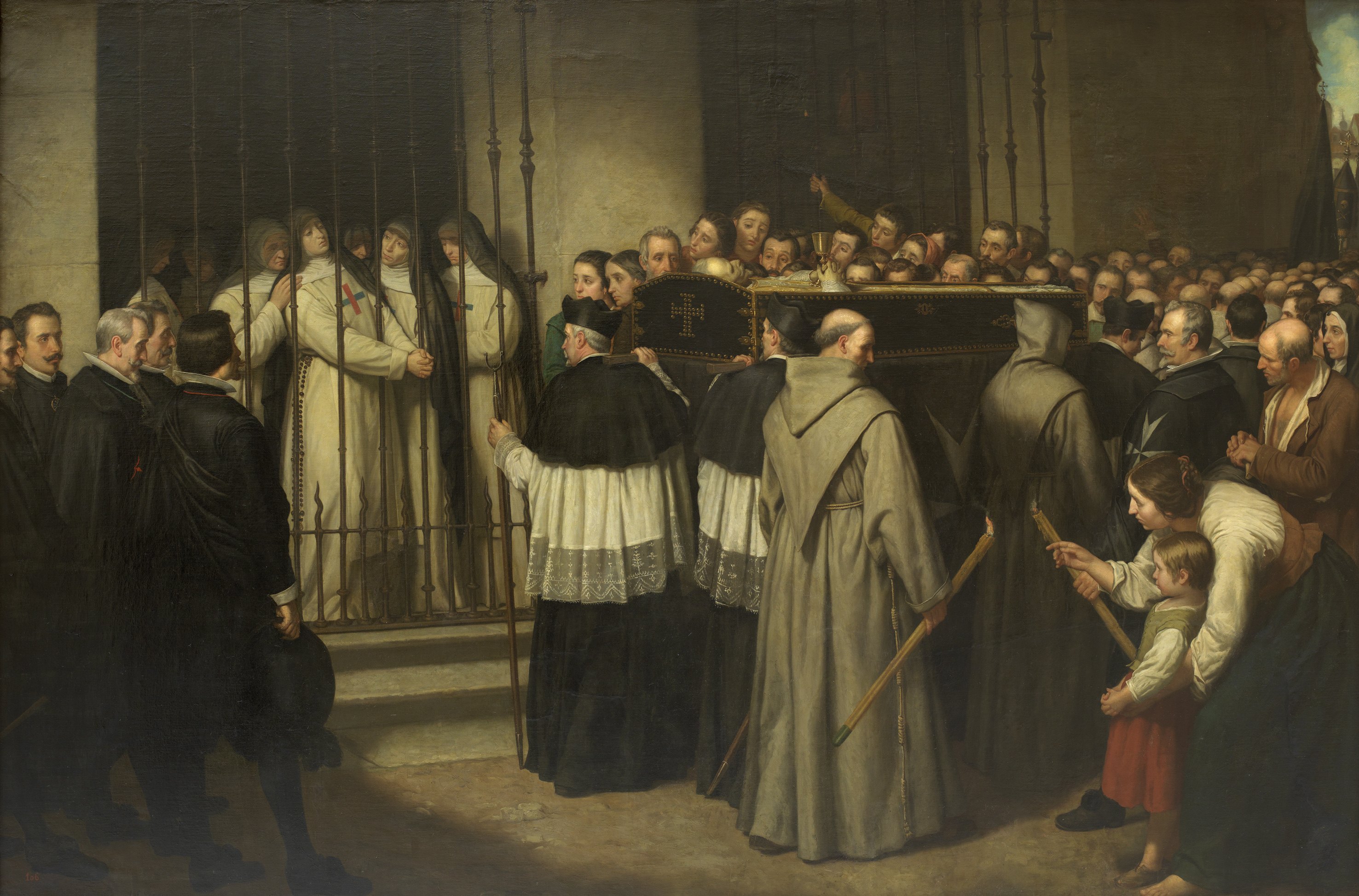
Sor Marcela de San Félix viendo pasar el entierro de su padre, Lope de Vega. Ignacio Suárez Llanos. 1862. (Museo del Prado, Madrid).

El 27 de agosto de 1635 falleció Lope de Vega en Madrid y su cortejo fúnebre se desvió por la calle de Cantarranas para que su hija lo viera desde las celosías conventuales. Así lo retrata el pintor asturiano Ignacio Suárez Llanos en su cuadro Sor Marcela de San Félix, monja de las Trinitarias Descalzas de Madrid, viendo pasar el entierro de Lope de Vega, su padre de 1862 que se conserva en el Museo del Prado. Otros cargos que ocupó Sor Marcela en los años posteriores son el de ministra (superiora) del convento en los trienios 1663-1666, 1669-1672, 1675-1678 y 1683-1685. Durante nueve años fue maestra de novicias y durante seis, vicaria y secretaria del capítulo.

Finalmente, sor Marcela falleció en 1688 a los 82 años de edad. La monja encargada de registrar su muerte en el libro de profesiones dejó anotadas las siguientes palabras:
Murió esta religiosa en 9 de enero de 1688 a las siete de la mañana, jueves. Fue muy madre de todos. Vivió en la religión 66 años, en todos los cuales fue grande el rigor de la vida en no faltar a la más pequeña obligación. Fue continua en el coro, de gran espíritu y entendimiento tan superior a su edad, ya que más parecía ilustración divina. Era de piadosísimas entrañas y de santísimo pensar de todos. No se le oyó en su última enfermedad un ay, habiendo sido de muy sensibles dolores. Fue amadísima de todos, porque sus obras lo merecieron.
En 2020 fue seleccionada para formar parte de la exposición «Tan sabia como valerosa» del Instituto Cervantes para resaltar la obra de las mujeres que escribieron durante el Siglo de Oro.

## Obra dramática
En cuanto a su obra, se sabe que antes de su fallecimiento en 1688 quemó, por recomendación de su confesor, cuatro de cinco volúmenes de su producción. No obstante, se conserva un manuscrito donde la propia Sor Marcela recogió una serie de obras que consideró que debían salvarse de la quema y que constituye un volumen de 507 páginas. En el siglo XIX se encargó a la trinitaria Carmen del Santísimo Sacramento que hiciera una copia de este manuscrito para que pasara a formar parte de los fondos de la Real Academia Española, pero parece que censuró algunas loas. 
Su producción teatral cuenta con seis obras: el Coloquio espiritual titulado Muerte del apetito, Coloquio espiritual de la estimación de la religión, Coloquio espiritual del Nacimiento, Coloquio espiritual, Coloquio espiritual entre el alma y la paz y Coloquio espiritual del Santísimo Sacramento. Destacan también sus ocho loas, muchas de ellas dedicadas a la profesión de una compañera, así como un Breve festejo, pieza alegórica representada la noche de Reyes de 1653.
Marcela fue la única de los hijos de Lope que siguió los pasos de su padre y se dedicó a las letras, pero también llegó a ser actriz como su madre, puesto que ella misma se encargaba de los papeles más difíciles y largos de sus coloquios, llevaba a cabo los preparativos y dirigía la obra. A pesar de que no hay datos sobre su educación, es de suponer que leería las obras tanto de su padre como de su padrino, por lo que aprendería todas las técnicas, temáticas y cánones poéticos y dramáticos de la época antes de su entrada en el convento.
Sus piezas teatrales se caracterizan por exageraciones que rozan lo caricaturesco, por variaciones de tono y matices lingüísticos, las ingeniosidades, las parodias, el enfrentamiento entres personajes alegóricos (personajes como Religión, Verdad, Paz, se enfrentan al Apetito, al Mundo, a la Mentira...), etc., mientras que en la lírica describe con elocuencia esos encuentros consigo misma y con Dios a través de la soledad. Sus poemas místicos están llenos de un vocabulario religioso, mientras que en las loas y coloquios deja ver la vida diaria y el habla conversacional del Madrid del momento.
Sus coloquios siguen la estructura habitual: obras alegóricas de un solo acto. En ellos, sor Marcela combina la sencillez de la trama de este género con ecos del ‘misterio’ medieval. A diferencia de su padre o su padrino, sor Marcela solo usa cuatro o cinco personajes por coloquio, incluyendo alguno no abstracto como el Hombre, quizás también por las restricciones con las que contaba en el convento, ya que muy pocas monjas se ofrecían a actuar para representar sus obras. Es destacable que este teatro de sor Marcela está escrito por y para mujeres, para fortalecerlas en la fe, y que, a diferencia del teatro que se producía en el exterior, tenía prácticamente siempre el mismo público, donde las monjas veían a sus propias compañeras representar las obras. Estas obras teatrales nos presentan “un cuadro de costumbres monásticas”, pues a través de aquello que se quiere evitar se nos muestra lo que era común en el monasterio. Los coloquios se representaban como extensión de las lecciones de las monjas, para su divertimento, para la celebración en días de fiestas, etc. En cuanto a la versificación de estos coloquios, se componen de versos octosílabos con rima asonante en romance fundamentalmente, pero hay excepciones: secuencias de versos alternos asonantados, pareados aconsonantados y asonantados, versos sueltos, etc. La rima irregular, que no aparece en otros autores de la época, parece explicarse por la mayor libertad con la que contaba sor Marcela en estas representaciones conventuales.
Por otra parte, en las loas es donde sor Marcela deja ver su parte más humorística. En ellas se burla de las enfermedades, del consumo y escasez de comida, de monjas, provisoras, de la mitología y las musas, de sí misma, etc. En las loas aparecen el estudiante y el licenciado, dos personajes masculinos que representan “los aspectos más mundanos de su oficio como escritora”, aparece ella misma, otras monjas, etc. Dos de las ocho loas celebran la Natividad, otras cuatro las escribió a raíz de una profesión y las dos restantes ejemplifican momentos de cambio en el convento. Respecto al tema de la comida, se unen en estas composiciones de sor Marcela la figura procedente de la tradición popular del cómico que hace reír haciéndose el muerto de hambre y su propia experiencia basada en la escasez de recursos económicos, tanto en casa de su padre (Lope escribía comedias para mantenerse económicamente) como en el monasterio.

## Obra poética
Atendiendo a su producción poética, se conservan cinco romances en esdrújulos, para celebrar acontecimientos comunitarios, con magistrales tintes irónicos en A la miseria de las provisoras, y veintidós romances de ocho y siete sílabas. Del mismo modo, tenemos dos seguidillas, un villancico, una décima, una endecha y ocho loas, escritas con motivo de profesiones de religiosas, en honor a diversas festividades, y otras que expresan vivencias místicas y sentimientos ascéticos. Igualmente, escribió su autobiografía, en dos tomos, que ella misma quemó antes de morir, noticia que se conoce por dos octavas escritas a su memoria por la madre Francisca de Santa Teresa. En otro manuscrito, escribió, en prosa, la Vida de la Venerable sor Catalina de Cristo, una biografía de sor Catalina de San José, que fue compañera suya en el convento.
La producción de sor Marcela destaca por su frescor, su sello personal ingenioso y original y por su calidad histórica y social que nos adentra en el mundo conventual femenino. Una vez ya dentro del convento (cuando se tiene constancia que escribió, antes de ello no se conocen escritos), sus escritos se caracterizan por el uso de fórmulas de humildad, tal y como hacían otras escritoras de su época, pero también, en ocasiones, hace alarde de su parentesco con Lope de Vega y afirmar tener “un girón de poeta”. Una compañera escribió a su muerte una vida suya donde aseguraba que sor Marcela decía que sus padres le tenían poco amor y que para huir de esto se había metido al convento. No obstante, además de un medio de huida de su situación, el convento le sirvió para poder desarrollarse literariamente en una época en la que las mujeres no tenían muchas más alternativas (el matrimonio o el claustro). Este convento era un espacio donde pudo encontrar la tranquilidad y espiritualidad que buscaba, además de convertirse en un espacio físico donde poder escribir.
Gracias a su biógrafa sabemos que sor Marcela era una gran admiradora de Santa Teresa de Jesús y que había leído sus obras, por lo que no es de extrañar que la tomara como modelo y, siguiendo sus pasos, habría escogido la soledad como tema principal para legitimarse y dotarse de autoridad. Igualmente, tomó a Santa Teresa como modelo para escribir oraciones en verso donde hablaba de “obediencia, fervor, los peligros de un celo excesivo y las ventajas de una total renuncia”. Otro aspecto que la une con Santa Teresa es la inclusión de escenas y acontecimientos de la vida en el convento en sus poemas (incluso en los más espirituales). Sin embargo, a diferencia de Santa Teresa que describe la unión mística con Dios, sor Marcela apela al anhelo por esa unión, acercándose más a la lírica barroca y renacentista.
Sus veintidós romances se configuran como la parte más extensa de su apartado poético. La mayoría de estos romances tienen la forma tradicional: versos octosílabos con rima asonante en los versos pares. Algunos menos extensos, de siete sílabas, se pueden considerar romancillos. Este grupo de romances se podría dividir en romances ocasionales y romances devocionales. En los romances más afectivos se dejan ver las tradiciones del Cantar de los Cantares y del amor cortés y petrarquista, que ya aparecía en las coplas y liras de Santa Teresa y San Juan de la Cruz. Además, parecen verse rasgos de las Rimas sacras de Lope de Vega. El tema fundamental de estos romances amorosos es la frustración por la unión mística, que parece que sor Marcela anhelaba.
Los romances ocasionales, dedicados a las fiestas litúrgicas y a las profesiones, son de temática variada: episodios de la vida de Cristo, el sacramento eucarístico, san José, las profesiones de tres hermanas. En los dos “Romance al Nacimiento”, sor Marcela expresa la devoción que sentía por el Niño Jesús, mientras que en el romance dedicado a san José muestra la atracción que sentía la autora por este santo. Otros tres romances los dedica a la toma de velo de las monjas sor Francisca del Santísimo Sacramento, sor Manuela de San Miguel e Isabel del Santísimo Sacramento, donde alaba a la orden trinitaria. Particularmente en sus romances sor Marcela nos acerca a la poesía barroca, y ya Menéndez Pelayo relacionó su poesía con los temas del siglo XVI y alabó sus romances.
Por otro lado, dentro del conjunto de romances devocionales, se incluyen seis romances de efectos amorosos donde describe su estado de ánimo y expresa el ardor y desesperación que le causa el esposo (Dios) cuando se ausenta. En estos romances hay ecos de los autos medievales, de la temática pastoril, de sonetos, de la poesía carmelita, etc. Igualmente, aparece la influencia de su padre a lo largo de toda su obra, lo que se puede apreciar en algunos de estos romances. Sor Marcela recrea en estos romances el discurso privado y silencioso de la oración y meditación, plasmando su experiencia personal y sirviendo como modelo e inspiración para otras compañeras de la comunidad. La propia sor Marcela, se proyecta en sus poemas como pastora, una niña extática, una santa vestida de galana o dama de una comedia
En otros romances habla de la soledad, del encuentro consigo misma, en la tranquilidad que ofrece la soledad el alma es capaz de moverse libremente y experimentar un gran placer. Sor Marcela hace un canto al retiro, al alejarse de las actividades rutinarias y sumirse en la soledad para alcanzar la mayor paz posible, mientras que esa falta de soledad hace que aflore en ella el mal humor. “Según las enseñanzas religiosas de la época, la vida terrestre debía desdeñarse a favor de la vida del más allá”. A diferencia de otros poemas donde toma a Dios como amado, es la Soledad a la que llama amada y a la que convierte en instrumento para la unión divina.
En otro de sus poemas titulado “Otro al jardín del convento”, sor Marcela hace referencia al jardín del convento de las trinitarias donde las monjas podían disfrutar tanto de la soledad a la que tanto apela la autora, como de la naturaleza que las rodeaba. En este poema toma antecedentes de la Edad Media, ya que reconoce en cualidades de plantas y hierbas medicinales una representación de Cristo crucificado. Además hace un catálogo de plantas que nos informa de lo que solía cultivarse en este convento del siglo XVII. La autora ve en esta naturaleza que le rodea un reflejo de la providencia y hermosura de Dios, que en quien lo ha creado a su imagen y semejanza y hace asociaciones entre los colores y sonidos de aquello que ve y lo espiritual.
En sus romances en esdrújulos se acerca al Barroco, utilizando al final de sus versos de ocho sílabas esta forma métrica que cultivaron otros muchos autores de su época como Sor Juana Inés de la Cruz. No obstante, sor Marcela coloca los esdrújulos al principio conscientemente para subrayar al final del verso características relacionadas con el motivo principal del poema.

## Obras
Marcela de San Félix, Arenal, E., Sabat de Rivers, G., Díez Borque, J. M. (1988). Obra completa : coloquios espirituales, loas y otros poemas (1a. ed., Ser. Colección ediciones y estudios. estudios, 3). PPU.